# 氨柔比星
氨柔比星（INN：amrubicin；开发代号：SM-5887）是一种用于治疗肺癌的蒽环类药物。它自2002年起由住友制药以商品名Calsed在日本销售。
氨柔比星通过抑制拓扑异构酶II发挥作用，并在临床试验中与拓扑替康（拓扑异构酶I抑制剂）进行了比较。
它还被研究用于治疗膀胱癌和胃癌。
氨柔比星是第一个通过从头合成的蒽环类衍生物，由住友化学家的科学家于1989年首次发表。